# Cyclopogon macer
Cyclopogon macer är en orkidéart som beskrevs av Rudolf Schlechter. Cyclopogon macer ingår i släktet Cyclopogon, och familjen orkidéer.
Artens utbredningsområde är Ecuador. Inga underarter finns listade i Catalogue of Life.